# Halichaetoderma
Genre
Halichaetoderma est un genre de gastrotriches de la famille des Chaetonotidae.

## Liste des espèces
Selon World Register of Marine Species (13 juillet 2025) :
- Halichaetoderma aureum Rataj Križanová & Vďačný, 2023
- Halichaetoderma fluviatile Rataj Križanová & Vďačný, 2023
- Halichaetoderma hexagonale Rataj Križanová & Vďačný, 2023
- Halichaetoderma rivale Rataj Križanová & Vďačný, 2023

## Systématique
Ce genre a été décrit en 2023 par Rataj Križanová (d) & Vďačný (d).

## Publication originale
- (en) Františka Rataj Križanová et Peter Vďačný, « A Heterolepidoderma and Halichaetoderma gen. nov. (Gastrotricha: Chaetonotidae) riddle: integrative taxonomy and phylogeny of six new freshwater species from Central Europe », Zoological Journal of the Linnean Society, 2023, vol. 200, no 2, p. 283–335 [lire en ligne].